# Stelling van Carnot
De stelling van Carnot is een aan Lazare Carnot toegeschreven wiskundige stelling, die voor een willekeurige driehoek ABC met omgeschreven cirkel met middelpunt D en straal R en ingeschreven cirkel met middelpunt E en straal r zegt dat de som van de afstanden van het middelpunt D van de omgeschreven cirkel tot de 3 zijden a, b en c gelijk is aan de som van de stralen van de omgeschreven en de ingeschreven cirkels. De afstanden worden daarbij negatief geteld als ze volledig buiten de driehoek vallen, zoals bij een driehoek, waarvan één hoek meer dan 90° is, voorkomt. Voor een stompe driehoek moet DF dus negatief worden genomen, met een minteken.
De Japanse stelling volgt uit de stelling van Carnot.
|                                                                         |                                                                        |
| scherpe driehoek {\displaystyle \|GD\|+\|HD\|+\|FD\|=\|AD\|+\|EI\|=R+r} | stompe driehoek {\displaystyle \|GD\|+\|HD\|-\|FD\|=\|AD\|+\|EI\|=R+r} |
- (en)  MathWorld. Carnot's Theorem.